# Был отец
«Был отец» (яп. 父ありき тити арики, англ. There Was a Father) — кинофильм режиссёра Ясудзиро Одзу, вышедший на экраны в 1942 году.

## Сюжет
Учитель математики Хорикава после смерти жены вынужден в одиночку воспитывать сына. Однажды он отправляется с классом на экскурсию в Токио, где один из учеников погибает во время прогулки на лодке по озеру. Считая себя ответственным за случившееся, Хорикава решает навсегда оставить преподавание и вернуться с сыном в родной городок Уэда. Свою главную задачу он видит в том, чтобы дать сыну хорошее образование. Поэтому вскоре он оставляет сына в школьном интернате, а сам отправляется в Токио, где можно получить более высокооплачиваемую работу.
Проходят годы. Рёхэй благодаря заботам отца оканчивает университет и получает работу преподавателя в Аките. Он благодарен отцу за жертвы, которые тот принёс, однако до сих пор мечтает жить с ним под одной крышей. Иногда они встречаются во время выходных, и отец уговаривает сына не расстраиваться и как можно лучше выполнять свою работу. Однажды Хорикава встречает в Токио своего старого друга Хирату, а вскоре получает приглашение на встречу со своими бывшими учениками. Он рад увидеть, что все они стали достойными людьми. Вернувшись домой с вечеринки, он уговаривает сына жениться на Фумико, дочери Хираты. На следующее утро отцу становится плохо; в больнице он умирает, сказав перед смертью, что вполне счастлив. Рёхэй возвращается с Фумико в Акиту.

## В ролях
- Тисю Рю — Сюхэй Хорикава, отец
- Сюдзи Сано — Рёхэй Хорикава, сын
- Харухико Цуда — Рёхэй в детстве
- Такэси Сакамото — Макото Хирата
- Мицуко Мито — Фумико Хирата
- Син Сабури — Ясутаро Курокава
- Синъити Химори — Минору Утида
- Масаёси Оцука — Сэйити Хирата

## О фильме
39-й фильм Ясудзиро Одзу снимался с октября 1941 по март 1942 года. Первоначальный вариант сценария был написан ещё в 1937 году, однако из-за призыва режиссёра в армию съёмки так и не начались. После возвращения в 1939 году с японско-китайского фронта и завершения работы над лентой «Братья и сёстры семьи Тода» Одзу с соавторами полностью переработали сценарий. Получившийся в итоге фильм, несмотря на свой мирный сюжет, носит на себе отпечатки военного времени. К таким отпечаткам, в частности, относится пропаганда долга и ответственности перед страной, выражаемая персонажем Тисю Рю. Фильм занял второе место по результатам ежегодного голосования кинокритиков, проводимого журналом «Кинэма Дзюмпо». После Второй мировой войны картина была выпущена повторно в виде, существенно изменённом цензурой оккупационных властей с целью исключить всякие намёки на войну.